# Пісківська сільська рада (Іванківський район)
| Пісківська сільська рада — орган місцевого самоврядування у Іванківському районі Київської області з адміністративним центром у с. Піски. Водоймища на території, підпорядкованій даній раді: річка Вересня. Сільській раді підпорядковані населені пункти: - с. Піски - с. Доманівка - с. Карпилівка - с. Ковалівка |

## Склад ради
Рада складається з 12 депутатів та голови.

### Керівний склад ради
| ПІБ                           | Основні відомості                                                                             | Дата обрання | Дата звільнення |
| ----------------------------- | --------------------------------------------------------------------------------------------- | ------------ | --------------- |
| Котусенко Віталій Дмитрович   | Сільський голова, 1966 року народження, освіта, член Всеукраїнського об'єднання 'Батьківщина' | 26.03.2006   | 31.10.2010      |
| Гавриленко Наталія Вікторівна | Сільський голова, 1965 року народження, освіта середня спеціальна, позапартійна               | 31.10.2010   |                 |

Примітка: таблиця складена за даними джерела